# Lažany u Blanska
Lažany (deutsch Laschan, früher Lazan) ist eine Gemeinde in Tschechien. Sie liegt sieben Kilometer westlich von Blansko und gehört zum Okres Blansko.

## Geographie

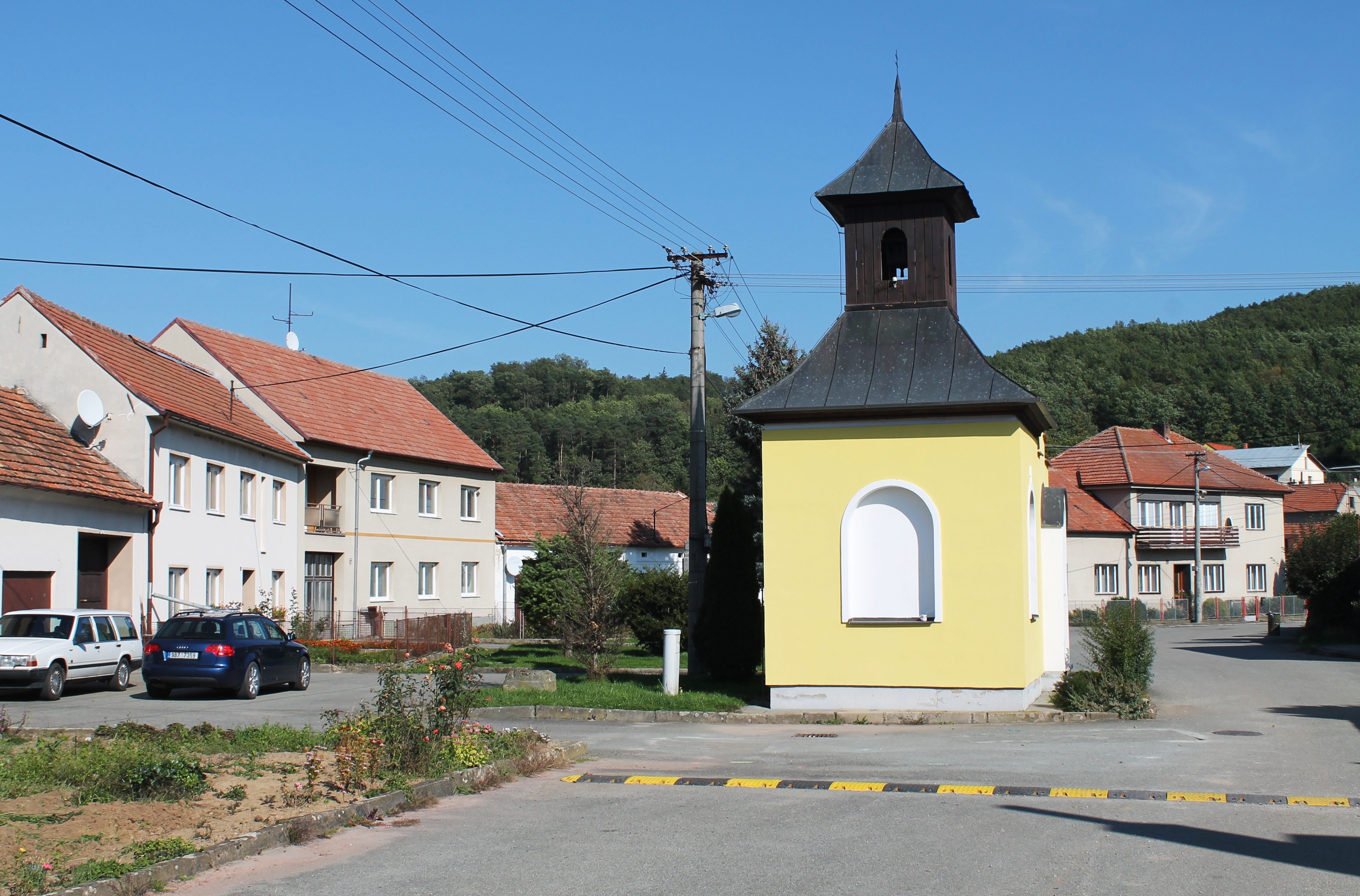
Lažany, Dorfplatz

Lažany befindet sich im Tal des Baches Lažánka in der Boskowitzer Furche. Nördlich erhebt sich die Brlůžky (438 m), im Nordosten die Společná hora (429 m) und der Bukovec (596 m), südöstlich der Dubový kopec (523 m), im Westen die Paní hora (395 m) und nordwestlich der Na Dílech (400 m). Durch den Ort führt die Staatsstraße I/43/E 461.
Nachbarorte sind Újezd u Černé Hory und Klučeniny im Norden, Milonice im Nordosten, Hořice im Osten, Olešná, Šebrov-Kateřina und Svinošice im Südosten, Lipůvka im Süden, Nuzířov im Südwesten, Skalička im Westen sowie Unín im Nordwesten.

## Geschichte
Lažany entstand im 13. Jahrhundert am alten Strenitzer Steig, der einen Teil der Königsstraße von Wien über Brünn nach Prag bildete. Zunächst befand sich an dem Steig im Wald lediglich ein einzelnes befestigtes Gehöft mit einer Ausspannwirtschaft für die Fuhrleute. Um dieses entstanden im Laufe der Zeit weitere Häuser und Teile des Waldes wurden zum Betrieb vom Landwirtschaft gerodet. Die erste schriftliche Erwähnung des Dorfes erfolgte im Jahre 1353. Der Bach Lažánka bildete die Grenze zwischen den zwei Anteilen von Lažany. Einer war der Herrschaft Černá Hora untertänig, der andere als Besitz des Malteserordens dem Gut Hrušky u Brna.
Nach der Aufhebung der Patrimonialherrschaften bildete Lažany ab 1850 eine Gemeinde in der Bezirkshauptmannschaft Boskovice. Bis zu dieser Zeit war Lažany ein rein landwirtschaftliches Dorf. Später verdienten sich die Bewohner ihren Lebensunterhalt zunehmend in den Fabriken von Brünn. 1948 wurde die Gemeinde dem Okres Blansko zugeordnet. Durch die Europastraße 461, die täglich von 25.000 Fahrzeugen befahren wird, entstanden in Lažany in den letzten Jahren eine Reihe von kleinen Dienstleistungsunternehmen.

## Gemeindegliederung
Für die Gemeinde Lažany sind keine Ortsteile ausgewiesen.

## Sehenswürdigkeiten
- Kapelle des hl. Johannes von Nepomuk
- drei Sühnesteine
- Ludmilla-Brunnen, errichtet 2006